# Convoi HX 54
Le convoi HX 54 est un convoi passant dans l'Atlantique nord, pendant la Seconde Guerre mondiale. Il part de Halifax au Canada le 29 juin 1940 pour le port de Liverpool le 14 juillet 1940.

## Composition du convoi
Ce convoi est constitué de 43 cargos :
- Royaume-Uni : Dunaff Head, Gregalia, Manchester Spinner, Allende, Brookwood, Tresillian, Antigone, Treverbyn, Treworlas, Voco, Trolleholm, Hartington, Demeterton, Sepia, San Gaspar, Baron Dunmore, Embassage, Holmpark, Rupert de Larrinaga, Empire Caribou, Comanchee, Port Brisbane, John A. Brown, Dromus, Hoperange, Benmohr, Bonnington Court, Athelbeach, Vimeira, Empire Moose, Jutland, Westmoreland
- Norvège : Buesten, Janna
- Grèce : Athinai, Dirphys, Leonidas
- Suède : Vaalaren, Stureholm
- Pays-Bas : Pennland, Breedijk
- Danemark : Lars Kruse
- États-Unis : Kainalu

## L'escorte
Ce convoi est escorté par :

- le Croiseur auxiliaire HMS Rajputana (en) jusqu'au 4 juillet
- le destroyer HMCS Assiniboine (en) du 29/06/40 au 30/06/40
- le destroyer HMCS Ottawa du 29/06/40 au 30/06/40
- le destroyer HMS Harvester jusqu'au 11/07/40
- le destroyer HMS Havelock du 11/07/40 au 13/07/40
- le sloop HMS Sandwich (en) du 11/07/40 au 14/07/40
- le destroyer HMS Wanderer du 11/07/40 au 14/07/40

## Le voyage
Le Janna était destiné à ce convoi, mais ne put le retrouver et fut coulé le 11 juillet par le U-34.
Le San Gaspar a développé des défauts de moteur et est rentré au port ; répertorié dans le convoi HX 58.
Dans la matinée du 11 juillet, le suédois Trolleholm entre en collision avec le Holmpark. Le Trolleholm fuyait beaucoup dans le coqueron avant mais pouvait continuer à 5 nœuds ; Holmpark a été légèrement endommagé.
Le convoi est arrivé au rendez-vous des escorteurs britanniques le 11 juillet.